# الحاسكي (تبن)

تعديل مصدري - تعديل

الحاسكـي هي إحدى قرى عزلة الحوطة بمديرية تبن التابعة لمحافظة لحج، بلغ تعداد سكانها 959 نسمة حسب تعداد اليمن لعام 2004.